# Terebellides californica
Terebellides californica är en ringmaskart som beskrevs av Susan Jean Williams 1984. Terebellides californica ingår i släktet Terebellides och familjen Trichobranchidae. Inga underarter finns listade i Catalogue of Life.